# Terminal (macOS)
Pour les articles homonymes, voir Terminal.
Terminal (Terminal.app) est un émulateur de terminal inclut dans les systèmes d'exploitation macOS d'Apple. Il provient originellement de NeXTSTEP et de OPENSTEP, les systèmes d'exploitation antérieurs à macOS.
En tant qu'émulateur de terminal, l'application fournit un accès au système d'exploitation en mode texte grâce à une interface en ligne de commande et un shell Unix comme zsh (qui est le shell par défaut depuis macOS Catalina). L'utilisateur peut choisir entre différents shell disponibles sur macOS comme Korn shell, tcsh, et bash.